# Urányi János
Urányi János (Balatonboglár, 1924. június 24. – Budapest, 1964. május 23.) magyar olimpiai bajnok kajakozó, hajóépítő.

## Életpályája
Csepelen dolgozott munkásként, egy nyaralás során ismerkedett meg a kajaksporttal. Nevelőedzője Kocsis Mihály volt. A kajakozás mellett modellezett és vitorlázórepülő volt. Az 1948-as londoni olimpián 10 000 méteren kajak kettesben Andrási Gyulával az ötödik helyen ért célba.
Helsinkiben egyesben indult 1000 méteren, de kiesett a selejtezőben. 1952-ben igazolt át a Budapesti Dózsához. 1954-ben, a világbajnokságon kajak kettesben (Varga Ferenccel) az első helyen ért célba, de a zsűri a svéd egység akadályozása miatt a harmadik helyre sorolta őket.
Az 1956-os melbourne-i olimpián 10 000 méteres kajak kettesben Fábián Lászlóval olimpiai bajnok lett. Ez a győzelem volt a magyar kajaksport első olimpiai aranyérme.
1957-ben az Európa-bajnokságon az 500 méteres kajak kettesben aranyérmet, 10 000 méteren ezüstérmet nyert. Az 1958-as világbajnokságon ismét Fábián Lászlóval 10 000 méteren megszerezte egyetlen világbajnoki címét. Az egy évvel később megrendezett Európa-bajnokságon bronzérmes volt. Két év múlva visszavonult az aktív sporttól. Pályafutása alatt huszonötször nyert országos bajnokságot.
1961-től az Újpesti Dózsában dolgozott, ahol a hajóépítő műhelyének vezetője lett. 1964-ben 39 évesen betegség következtében hunyt el.

## Emlékezete
- Urányi János Sport és Szabadidő Központ Balatonbogláron
- Urányi-Fábián UTE kajak-kenu vízitelep (2014)[1]

## Díjai, elismerései
- A Magyar Népköztársaság Érdemes Sportolója (1954)[2]